# تروي ليتل
تروي ليتل هو رسام كارتون كندي، ولد في 7 مارس 1973 في جزيرة الأمير إدوارد في كندا.